# Tito Karnavian
Muhammad Tito Karnavian (Palembang, 26 oktober 1964) is een Indonesische politiecommissaris en sinds 2019 de minister van binnenlandse zaken van Indonesië in het tweede kabinet van president Joko Widodo. Tussen 2016 en 2019 was hij hoofdcommissaris van de Indonesische nationale politie (Polri).